# Fehérfejű egérmadár
A fehérfejű egérmadár (Colius leucocephalus) a madarak osztályának egérmadár-alakúak (Coliiformes) rendjébe és az egérmadárfélék (Coliidae) családjába tartozó faj.

## Elterjedése
Afrikában Etiópia, Kenya, Szomália és Tanzánia területén honos. Kenya legközönségesebb madara.

## Alfajai
- Colius leucocephalus leucocephalus (Reichenow, 1879)
- Colius leucocephalus turneri (Someren, 1919)

## Megjelenése
Testhossza 32 centiméter. Feje és csőre világosszürke; szőrtelen, fekete szemsávot visel. Tollazata kékesszürke, vállán sötétebb vízszintes mintázattal. Feje tetején minden esetben fehér a bóbita. A fiatalok begye és melle barnássárga. Az északi alfaj (C.l. turneri) sötétebb színezetű.

## Fordítás
Ez a szócikk részben vagy egészben  a   White-headed mousebird című angol Wikipédia-szócikk fordításán alapul.  Az eredeti cikk szerkesztőit annak laptörténete sorolja fel. Ez a jelzés csupán a megfogalmazás eredetét és a szerzői jogokat jelzi, nem szolgál a cikkben szereplő információk forrásmegjelöléseként.

## Külső hivatkozás
- Képek az interneten a fajról
- Kenyabirds - kép Archiválva 2013. november 10-i dátummal a Wayback Machine-ben
- Elterjedési térképe